# 阿穆爾隼
阿穆爾隼（學名：Falco amurensis），又名紅足隼、紅腳隼，為隼科隼屬的小型猛禽。曾为西紅腳隼（Falco vespertinus）的一個亞種（拆分前物种名亦为「红脚隼」），被稱為東部紅腳隼。 牠們在東南西伯利亞和中國北部繁殖，之後會成群結隊遷徙，經過印度和阿拉伯海，前往南非和東非沿海地區過冬。

## 描述
雄性為深灰色，大腿及尾羽底面為紅棕色。 眼圈、蠟膜和腳為橙紅色。 雌性背部顏色較暗淡，腹面白色帶深色鱗狀斑紋，眼圈、蠟膜和腳為橙色，大腿和尾巴上只有淡紅棕色。 
雄性阿穆爾隼的背部特徵性地呈現深灰色，腿部和腹部呈棕褐色。飛行時，翅膀內側呈白色，與深色的翅膀羽毛形成對比。與其近親西紅腳隼的成年雄性相比，紅腳隼的翅膀內側則為深灰色。在非洲，雄性阿穆爾隼可能會與黑變型的紅臉歌鷹混淆，但阿穆爾隼的腹部棕色斑紋是其獨有的特徵。此外，牠們與煙色隼和灰隼在外觀上也有些相似，但後兩者的腳和蜡膜都是黃色的。阿穆爾隼的翅膀如大多數隼類般細長（展翼寬度為63–71公分），休息時翅膀尖端可達或超過尾端。
雌性阿穆爾隼則較難識別，因為牠們的羽毛圖案與許多隼類相似，但牠們獨特之處在於橙色的眼圈、紅色的蜡膜和紅橙色的腳。幼鳥可能會與紅腳隼的幼鳥混淆，但牠們沒有淡黃色的翼下覆羽。

## 分類
阿穆爾隼過去長期被視為西紅腳隼的亞種或多態，但現在被認為是一個獨立物種。然而，牠仍然是西紅腳隼最親近的親屬；牠們與其他隼類的關係則較為神秘。牠們在形態學上顯得有些介於鵟和燕隼之間，而DNA序列數據無法進一步解析這個問題，主要是因為缺乏全面的樣本。
屬名Falco來自晚期拉丁文，源自falx，falcis，意指鐮刀，指的是這種鳥的爪子。 種名 amurensis 則源自東南西伯利亞的阿穆爾地區。

## 分布與遷徙
阿穆爾隼在東亞繁殖，分布於外貝加爾、阿穆爾地區和北蒙古地區至朝鮮北部部分地區。牠們會在遷徙時廣泛地穿越印度和斯里蘭卡，有時更東至泰國和柬埔寨，然後飛越阿拉伯海，有時會途經馬爾地夫及其他島嶼，最後抵達南部非洲。越過印度的鳥類被認為受到向西強風的幫助。這些風在約3000米的高度非常強勁，而鳥類在遷徙時被認為飛行高度超過1000米。 返回繁殖地的路線稍微偏北。由於遷徙時有遠距離飛越海洋的傾向，這種隼被發現在其正常範圍以外的地區，例如意大利、瑞典、特里斯坦-達庫尼亞群島、聖赫勒拿和英國。
在中国大陆，分布于内蒙古、东北、河北、山东、江苏、向西至宁夏、甘肃、湖南、贵州、四川、云南、福建、河北等地。该物种的模式产地在中国黑龙江中部。

## 行為與生態

### 覓食與食物
阿穆爾隼主要在傍晚或清晨進食，捕捉各種飛行中的或地面上的昆蟲。牠們大部分的獵物是在飛行中捕捉，有時通過停滯飛行來捕捉，也會降落在地面上拾取獵物。 在冬季牠們的食物幾乎完全由昆蟲構成， 但在繁殖地牠們會捕捉小型鳥類、哺乳動物和兩棲動物來餵養幼鳥。非洲的降雨會引發白蟻、蝗蟲、螞蟻和甲蟲的大量繁殖，為牠們提供充足的食物。 牠們在飛越阿拉伯海的遷徙期間，恰逢蜻蜓（Pantala flavescens）的遷徙，這些蜻蜓被認為是牠們在遷徙路途中最艱難階段的食物來源。

### 築巢
在遷徙期間，牠們會停留在開闊的森林或草原，集體在暴露的棲木或電線上棲息。 牠們的繁殖棲地是有沼澤的開闊林地。繁殖季節為五月至六月，幾對隼可能會在相近的地方築巢。牠們會重複利用猛禽或鴉科鳥類廢棄的巢台，甚至樹洞來築巢。牠們每隔兩天產下一枚蛋，共產三到四枚。父母輪流孵蛋和餵養小鳥，約一個月後幼鳥破殼而出。小鳥在約一個月後離巢。

### 寄生蟲
阿穆爾隼身上寄生著三種虱子，分別為Degeeriella rufa、Colpocephalum subzerafae和Laembothrion tinnunculi。

## 現狀與保育
阿穆爾隼廣泛的繁殖範圍和龐大的人口數量使其被評估為「無危」。然而，牠們在遷徙期間群集的行為以及高密度的出現，使其面臨狩獵和其他威脅。在牠們從繁殖地遷徙到過冬地的過程中，由於體型豐滿，牠們在印度東北部以及東非部分地區被捕獵作為食物。 2012年，媒體報導了在印度那加蘭州大規模捕捉和獵殺遷徙中的阿穆爾隼的事件，隨後展開了一場成功的運動來阻止這些獵殺行為。 作為這場運動的一部分，三隻阿穆爾隼被裝上了5克重的衛星發射器，讓牠們的遷徙路線得以追蹤。
- 中国国家重点保护野生动物名录等级：二级[20]

## Gallery

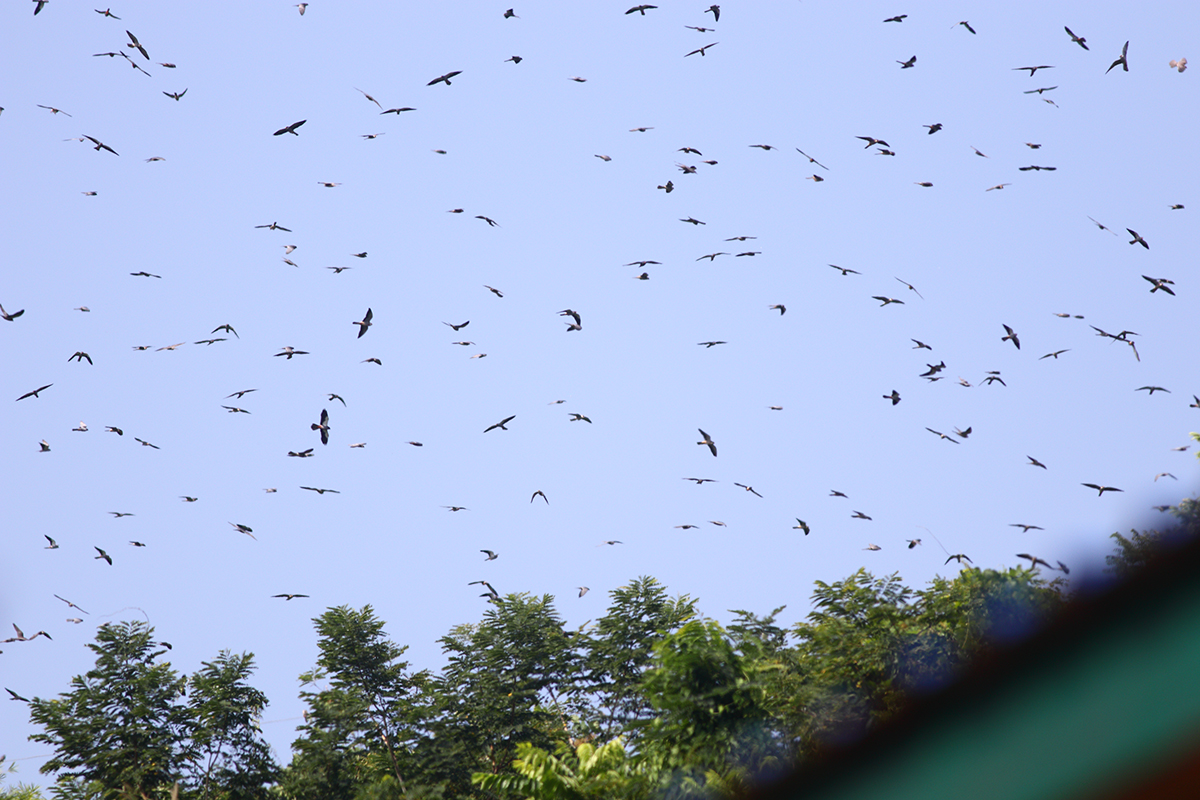
遷徙季節， 龐蒂, 那加蘭邦,印度
雌性阿穆爾隼在草原棲息地，在馬哈拉施特拉邦，印度
雄阿穆爾隼棲息在岩石上, 馬哈拉施特拉邦,印度
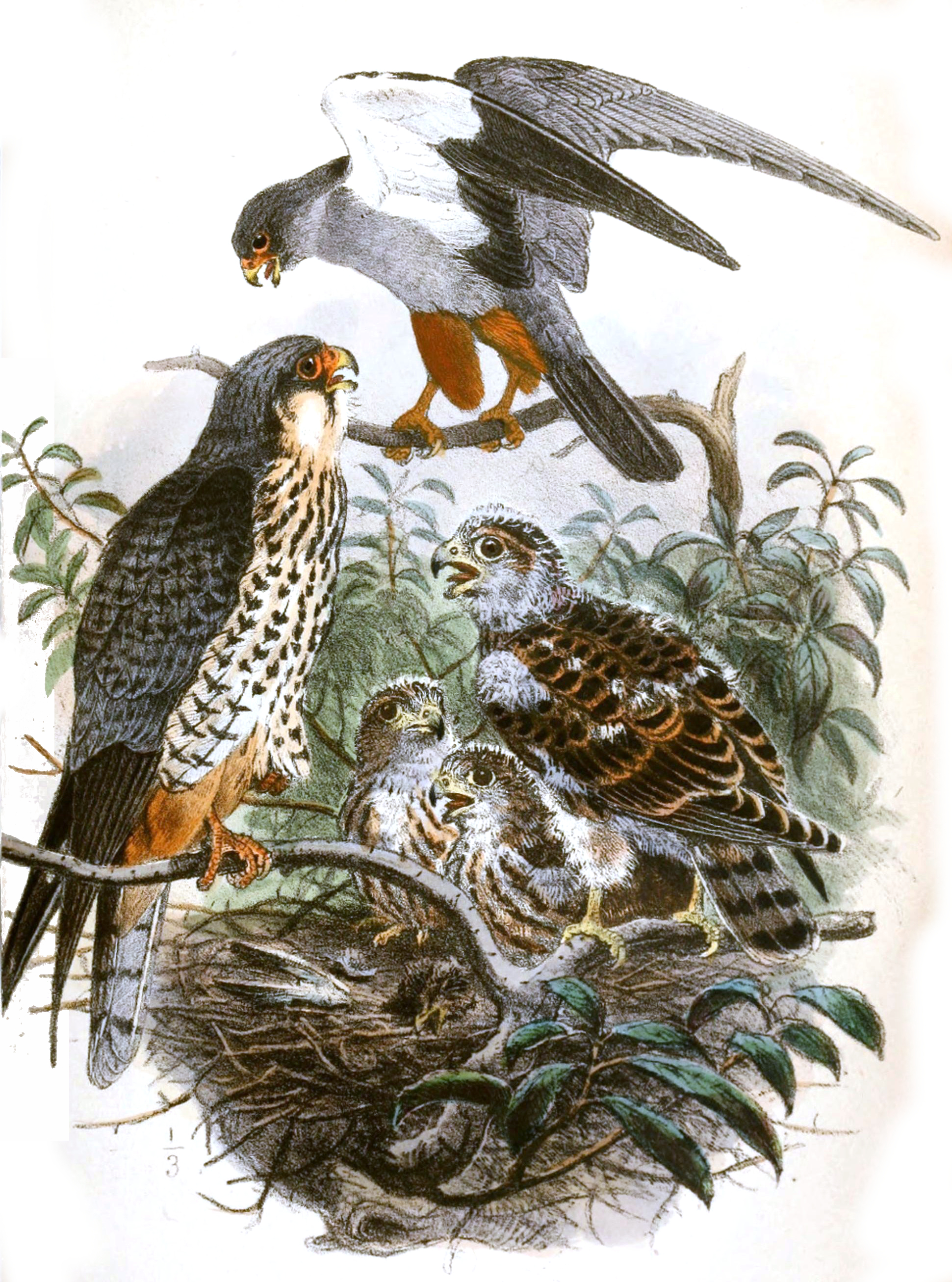
築巢的親鳥與雛鳥
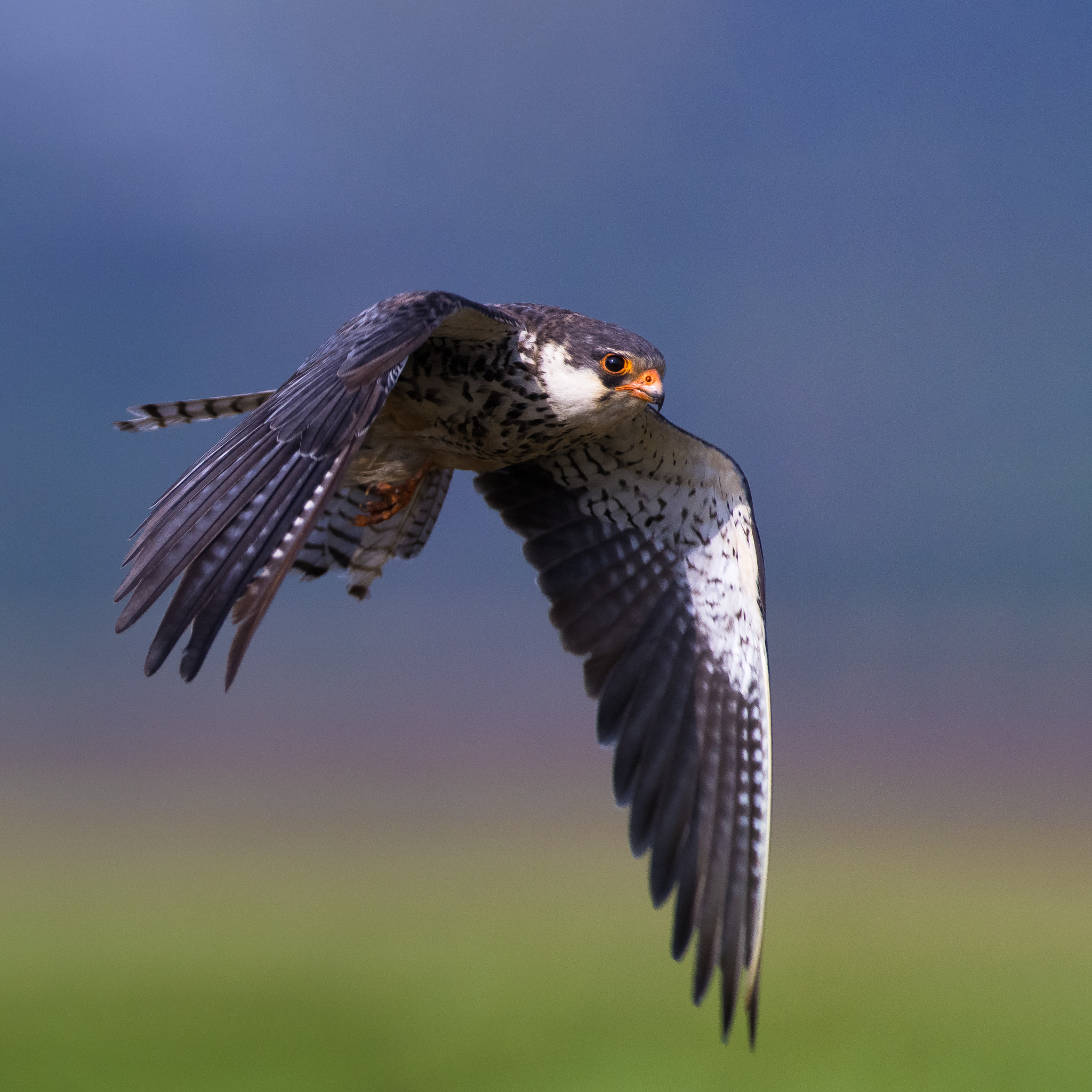
飛行中的雌性阿穆爾隼
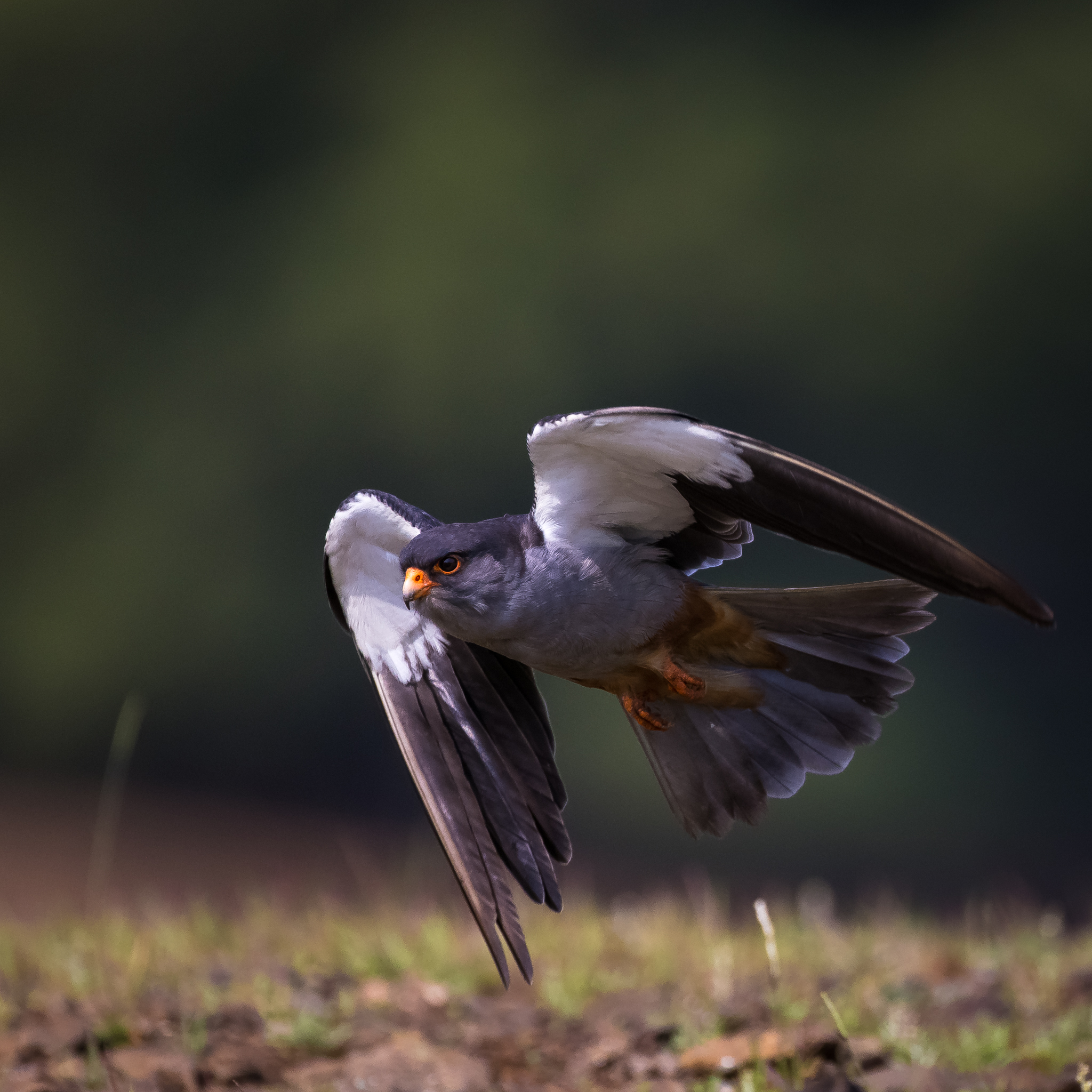
飛行中的雄性阿穆爾隼
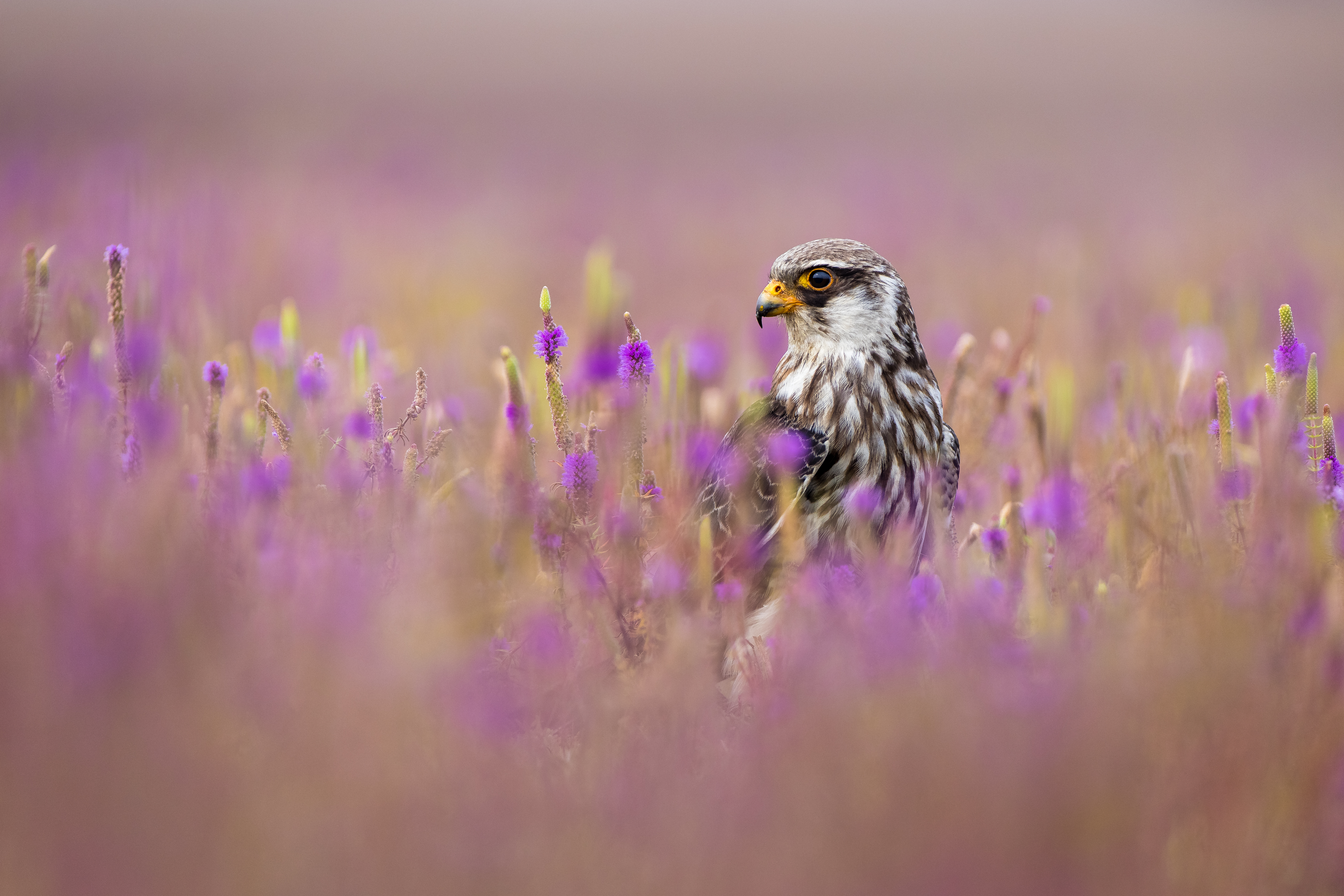
雌性阿穆爾隼在草地上
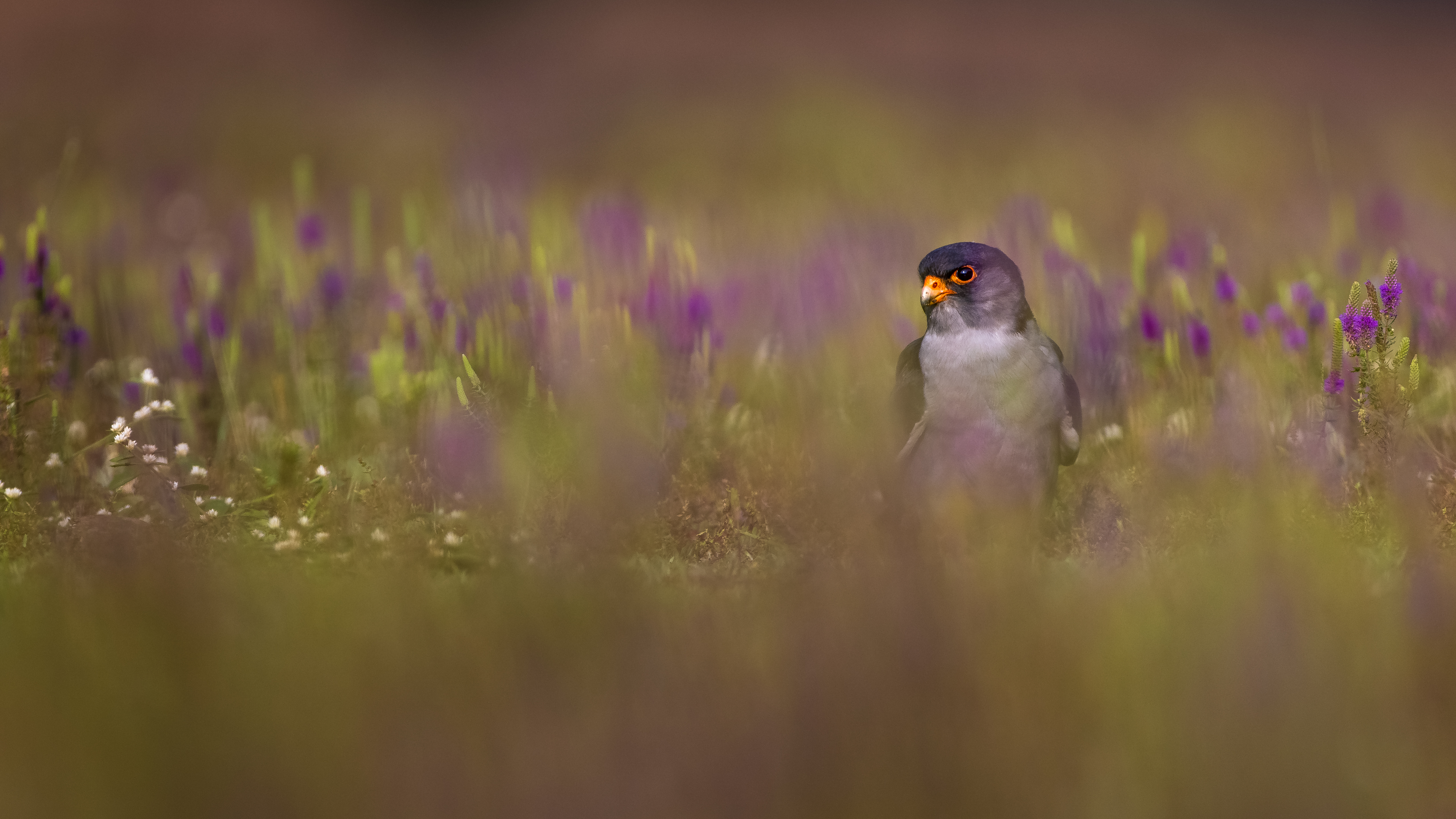
雄性阿穆爾隼在草地上
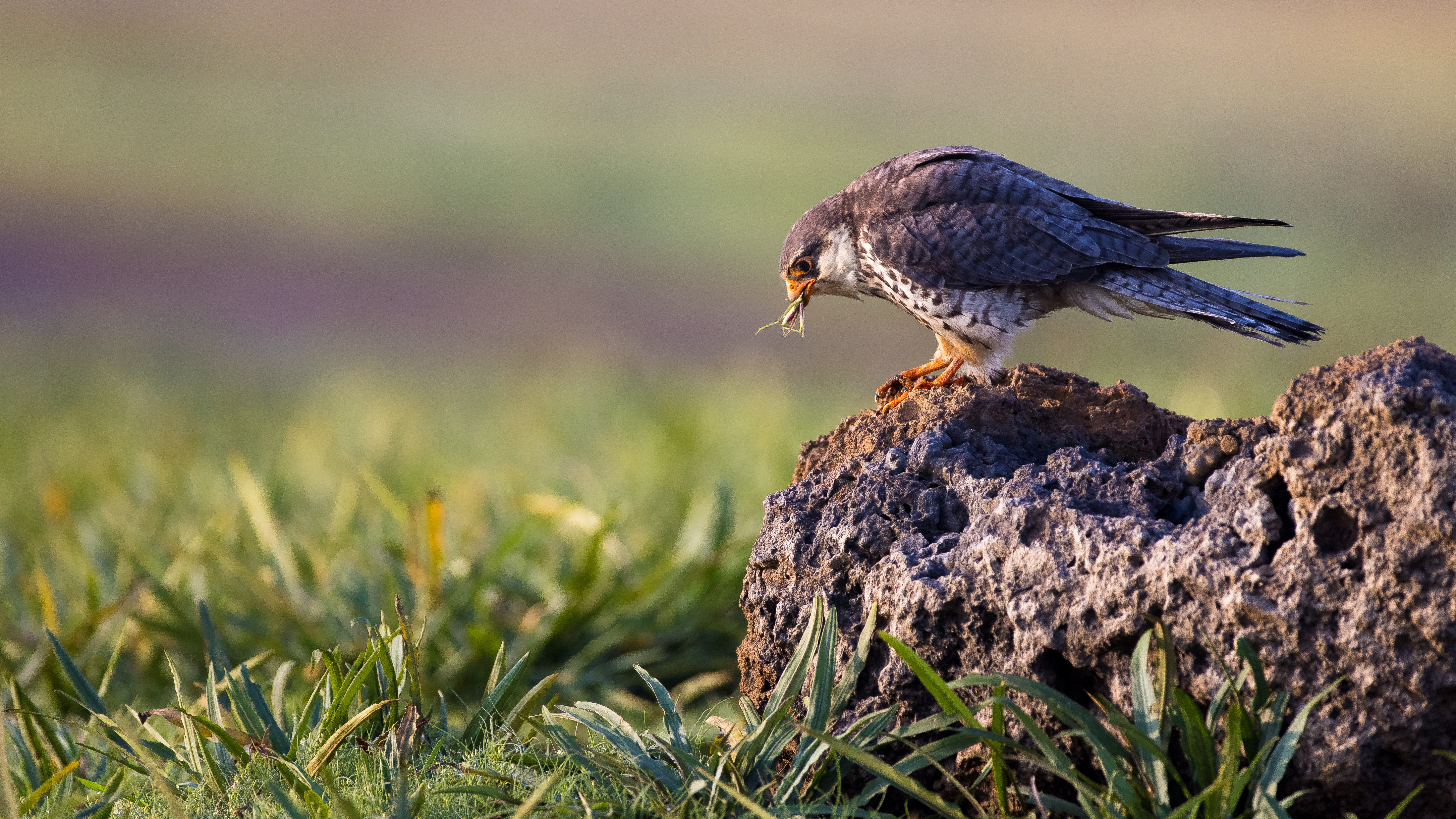
雌性阿穆爾隼捕獲了一隻蚱蜢
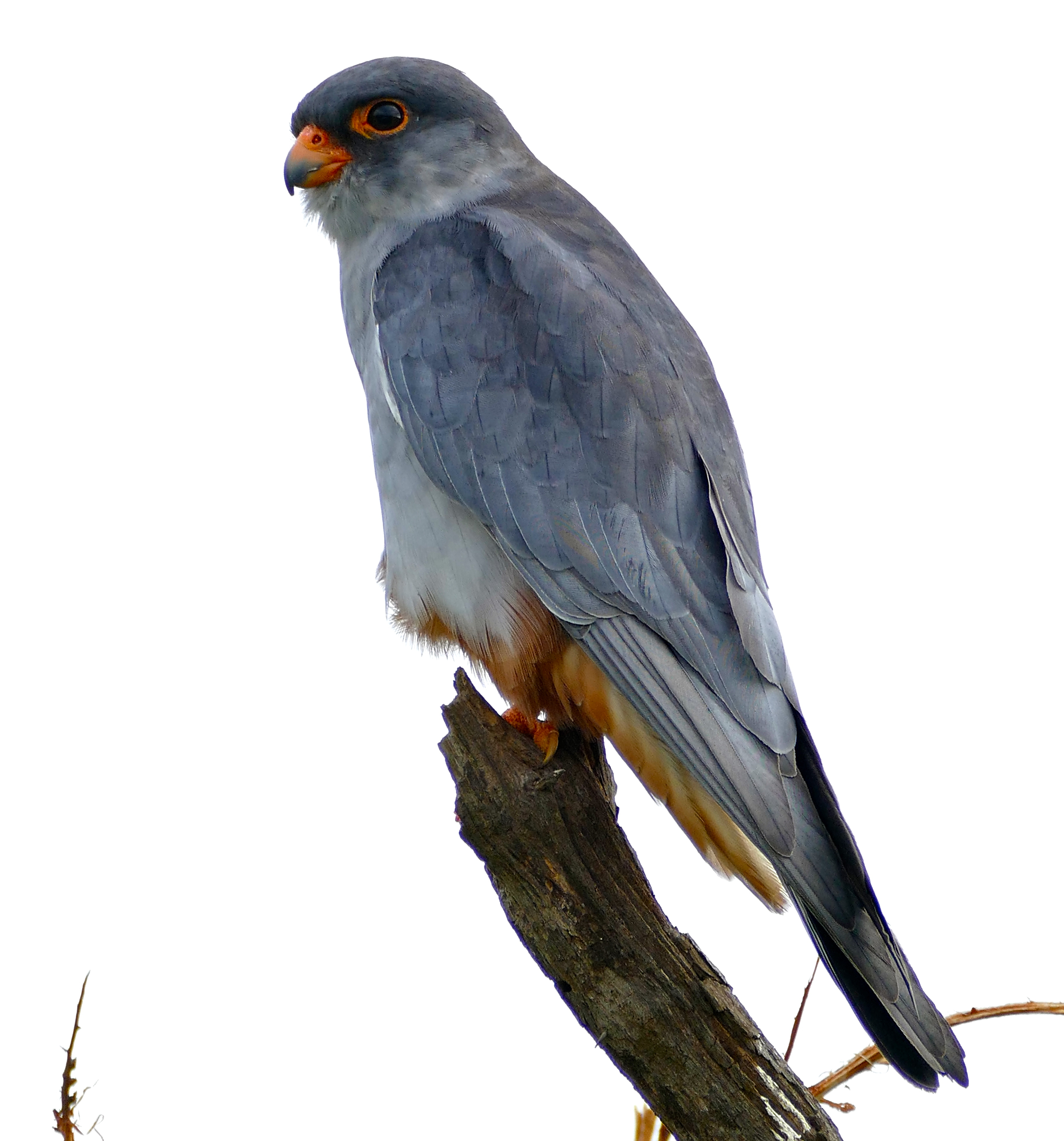
在下薩比營的雄性個體，克魯格國家公園、南非
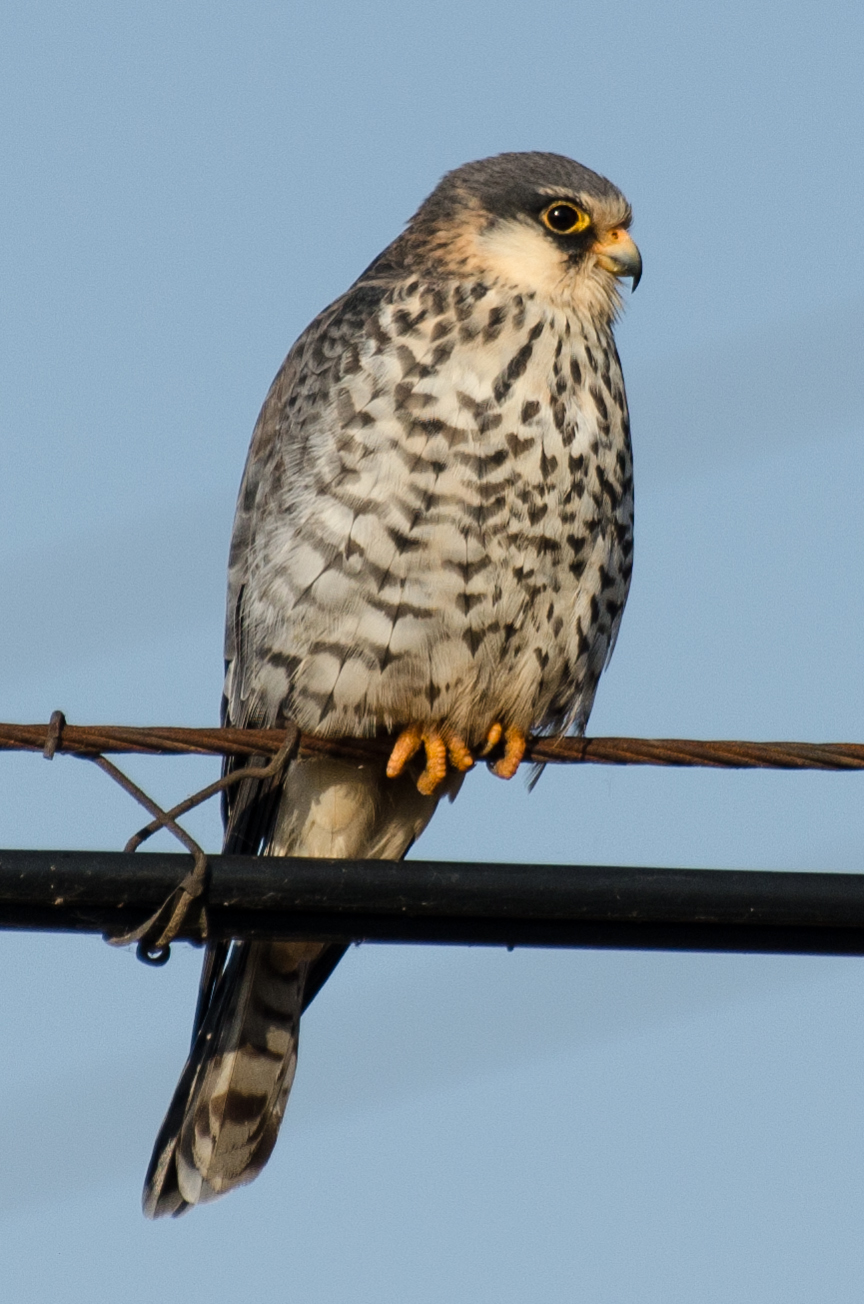
雌性阿穆爾隼秋季遷徙開始, 獾子洞水庫, 遼寧, 中國